# Magnus Lindén
Karl Tore Magnus Lindén, född 6 mars 1979 i Hanhals församling i Hallands län, är en svensk tidigare handbollstränare och handbollsspelare (vänsternia).

## Karriär
Magnus Lindén spelade för moderklubben HK Aranäs till 17 års ålder. Han valde att spela för Redbergslids IK. Eftersom klubben under den tiden dominerade svensk handboll blev det flera SM-titlar med klubben. Efter nio år lämnade han Göteborg för BM Alcobendas i Spanien. Där blev han bara kvar under ett år då klubben degraderas ur spanska högstaligan.
När Lindén kom tillbaka till Sverige fick han bäst bud av Ystads IF och skrev därför på ett kontrakt med dem. I mars 2007 ådrog han sig en allvarlig knäskada i en match mot sin förra klubb RIK. Spelarkarriären avslutades i Ystads IF 2010. Han kom aldrig tillbaka från skadan 2007.

## Landslagskarriär
Under åren 1998 till 2005 spelade Magnus Lindén 43 landskamper för Sverige. Största framgången var ett EM-guld 2000 i Kroatien. Det var Lindéns enda mästerskapsturnering. Det förklarar att det bara blev 43 landskamper. Han gjorde landslagsdebut 25 oktober 1998 i Dresden mot Tyskland.

## Tränarkarriär och privat
2012 blev han assisterande tränare i HK Aranäs. Han slutade där 2017 och blev assisterande tränare i Ystad IF. I januari 2019 stod det klart att Magnus Lindén lämnar Ystads IF efter säsongens slut 2019.
Magnus Lindén är utbildad osteopat och har en klinik i Ystad.

## Klubbar som spelare
- HK Aranäs (Moderklubb–1996)
- Redbergslids IK (1996–2005)
- BM Alcobendas (2005–2006)
- Ystads IF (2006–2010)

## Tränaruppdrag
- HK Aranäs (assisterande, 2012–2017)
- Ystads IF (assisterande, 2017–2019)

## Meriter
- EM-guld 2000 med Sveriges landslag
- Tre SM-guld (2000, 2001 och 2003) med Redbergslids IK[10][11]